# Districtul Ko Chan
Ko Chan (în thailandeză เกาะจันทร์) este un district (Amphoe) din provincia Chonburi, Thailanda, cu o populație de 34.671 de locuitori și o suprafață de 248,8 km².

## Componență
Districtul este subdivizat în 2 subdistricte (tambon), care sunt subdivizate în 27 de sate (muban).
| Nr. | Nume       | În thailandeză | Sate | Locuitori |  |
| --- | ---------- | -------------- | ---- | --------- |  |
| 1.  | Ko Chan    | เกาะจันทร์       | 15   | 18352     |  |
| 2.  | Tha Bun Mi | ท่าบุญมี          | 12   | 16549     |  |